# Taghkanic (Nueva York)
Taghkanic es un pueblo ubicado en el condado de Columbia en el estado estadounidense de Nueva York. En el año 2000 tenía una población de 1.118 habitantes y una densidad poblacional de 10.8 personas por km².

## Historia
El pueblo fue formado en 1803.

## Geografía
Taghkanic se encuentra ubicado en las coordenadas 42°7′52″N 73°40′27″O / 42.13111, -73.67417.

## Demografía
Según la Oficina del Censo en 2000 los ingresos medios por hogar en la localidad eran de $45,804, y los ingresos medios por familia eran $51,908. Los hombres tenían unos ingresos medios de $31,875 frente a los $27,375 para las mujeres. La renta per cápita para la localidad era de $29,850. Alrededor del 9.1% de la población estaban por debajo del umbral de pobreza.